# Feyisa Lilesa
Feyisa Lilesa, né le 1er février 1990, est un athlète éthiopien, spécialiste des courses de fond, et notamment du marathon.

## Biographie
Ayant un temps sur 10 000 m de 27 min 46 s 97, obtenu à Pergine Valsugana en 2008, un temps sur demi-marathon, à New Delhi, de 1 h 0 min 33 s le 21 novembre 2010 — son meilleur marathon est à ce jour celui de Rotterdam, le 11 avril 2010, où il termine 4e en 2 h 5 min 23 s, le 7e meilleur temps jamais réalisé à Rotterdam et le meilleur temps réalisé par un athlète de vingt ans, puis il termine 7e de ce même marathon en 2011, cette fois-ci en 2 h 11 min 42 s. Le 4 septembre, il remporte la médaille de bronze du marathon à Daegu 2011 en 2 h 10 min 32 (son meilleur temps de la saison).
Lors des championnats du monde de cross, il avait terminé 17e à Punta Umbría (20/03/2011), 25e à Bydgoszcz (28/03/2010) et douzième à Amman (23 mars 2009). En tant que junior, il avait terminé 14e des mêmes championnats à Édimbourg le 30 mars 2008.
Lors du Marathon de Londres 2013, il se classe 4e en 2 h 07 min 46 s.
Le 28 février 2016, il remporte le Marathon de Tokyo en 2 h 6 min 56 s.
Le 21 août 2016, lors de l'arrivée du marathon olympique où il termine deuxième, il croise ses poings au dessus de sa tête. Il reproduit ainsi un signe de soutien à des manifestations en cours contre le gouvernement éthiopien dans les régions Amhara et Oromo. Il déclare ensuite être Oromo et craindre pour sa sécurité s'il retournait dans son pays. Resté à Rio malgré les assurances de son gouvernement, il envisage de demander asile aux États-Unis. Il réitère ce geste le 14 janvier 2017 lors du semi-marathon de Houston où il termine 2e.
En 2021, il se déclare prêt à aller se battre en Éthiopie dans le cadre de la guerre du Tigré.

## Palmarès

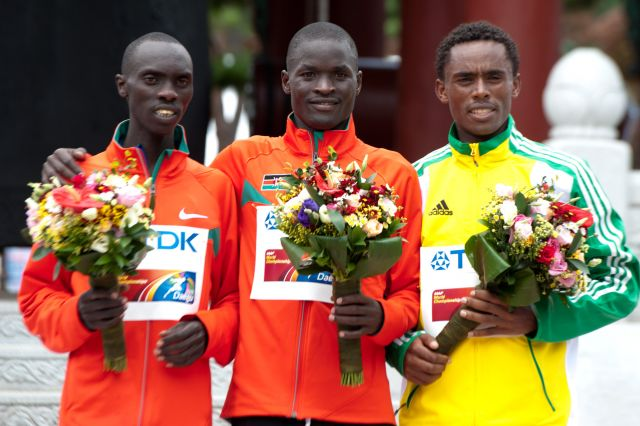
Feyisa Lilesa (à droite) sur le podium du marathon des Championnats du monde de 2011

| Date | Compétition                    | Lieu           | Résultat | Épreuve     | Performance     |
| ---- | ------------------------------ | -------------- | -------- | ----------- | --------------- |
| 2010 | Marathon de Chicago            | Chicago        | 3e       | Marathon    | 2 h 8 min 10 s  |
| 2011 | Championnats du monde          | Daegu          | 3e       | Marathon    | 2 h 10 min 32 s |
| 2012 | Marathon de Chicago            | Chicago        | 3e       | Marathon    | 2 h 4 min 52 s  |
| 2013 | Championnats du monde de cross | Bydgoszcz      | 9e       | Individuel  |                 |
| 2013 | Championnats du monde de cross | Bydgoszcz      | 1er      | Par équipes |                 |
| 2015 | Marathon de Berlin             | Berlin         | 3e       | Marathon    | 2 h 6 min 57 s  |
| 2016 | Marathon de Tokyo              | Tokyo          | 1er      | Marathon    | 2 h 6 min 56 s  |
| 2016 | Jeux olympiques                | Rio de Janeiro | 2e       | Marathon    | 2 h 9 min 54 s  |

## Records
| Épreuve  | Performance    | Lieu    | Date           |
| -------- | -------------- | ------- | -------------- |
| Marathon | 2 h 4 min 52 s | Chicago | 7 octobre 2012 |